# Повторные парламентские выборы в Азербайджане (2016)
Повторные парламентские выборы в Азербайджане 2016 г — состоялись в Азербайджанской Республике в июне 2016 года в избирательных округах, результаты выборов в которых были аннулированы.
После завершения Парламентских выборов 2015 года Центральная избирательная комиссия объявила результаты выборов. На заседании, состоявшемся 17 ноября 2015 года, рассмотрев жалобу независимого кандидата Галиба Гараева и кандидата от партии «Новый Азербайджан» Ильгара Велиева, Центральная Избирательная Комиссия приняла решение № 50/342 о признании недействительными результатов выборов по Агдашскому избирательному округу № 90. Окончательный протокол был принят 18 ноября 2015 года.
Затем комиссия направила итоговый протокол в Конституционный суд Азербайджана. 24 ноября 2015 года состоялся пленум Конституционного Суда Азербайджанской Республики, на котором результаты выборов по Агдашскому избирательному округу № 90 были аннулированы, а результаты выборов утверждены.
На парламентских выборах 2015 года за депутатский мандат по Агдашскому избирательному округу № 90 боролись независимый Эйнулла Ахмедов, бывший депутат Чингиз Асадуллаев, член и единый кандидат от партии «Новый Азербайджан» Ильгар  Велиев, независимый политик Галиб Гараев и независимый депутат Парвиз Мустафаев. Лидером среди кандидатов был бывший депутат и независимый политик Чингиз Асадуллаев.
12 апреля 2016 года Президент Азербайджанской Республики Ильхам Алиев подписал Указ № 1948 о назначении повторных выборов в Милли Меджлис Азербайджанской Республики на 18 июня 2016 года по Агдашскому избирательному округу № 90.

## Ситуация в партиях
Председатель "Азербайджанской партии Умид" (партия Надежды) Игбал Агазаде был кандидатом в депутаты на парламентских выборах 2015 года по третьему Хатаинскому избирательному округу № 35 и занял второе место на выборах, набрав 5068 голосов, уступив Аразу Ализаде, председателю "Азербайджанской социал-демократической партии", который набрал 5650 голосов. На основании жалоб Игбала Агазаде результаты выборов на 5 избирательных участках были аннулированы окружной избирательной комиссией, а результаты выборов на 1 избирательном участке были аннулированы Центральной избирательной комиссией. Ожидалось, что результаты выборов по третьему Хатаинскому избирательному округу № 35 будут отменены, но кандидат Игбал Агазаде заявил, что у него есть все протоколы выборов, за исключением трех участков, и что он стал победителем на основании этих протоколов. По его словам, на трех избирательных участках, где не было протокола, в пользу его оппонента Араза Ализаде было зафиксировано 2800 голосов. Несмотря на все эти обвинения, результаты выборов в этом округе не были отменены.

## Кандидаты
После официального подтверждения результатов выборов и объявления повторных выборов бывший депутат и председатель азербайджанской партии «Умид» Игбал Агазаде заявил, что примет участие в выборах. Всего на пост депутата по Агдашскому избирательному округу № 90 выдвинули свои кандидатуры 8 человек, из которых 6 были независимыми, 1 был членом партии «Умид» и 1 член партии «Новый Азербайджан».  Ни один из этих 8 человек не баллотировался по Агдашскому избирательному округу № 90 на Парламентских выборах 2015 года. Партия «Новый Азербайджан» выдвинула кандидатуру Джавида Османова, а партия «Умид» кандидатуру Игбала Агазаде. Самым старшим из кандидатов был Али Хагвердиев (1967), а самым младшим — Анар Ибрагимли (1988).

## День выборов
Было объявлено, что за выборами будут следить более 500 местных наблюдателей. За выборами наблюдали член делегации Парламентской ассамблеи Совета Европы Ален Дестек и сопредседатели Мониторингового комитета ПАСЕ по Азербайджану австрийский депутат Штефан Шеннах и румынский депутат Сезар Флорин Преда. Всего в качестве наблюдателей в Центральной избирательной комиссии было зарегистрировано 5 человек, представляющих ПАСЕ.
В день выборов из 40 202 избирателей по состоянию на 10:00 проголосовало 4517 (11,2%), по состоянию на 12:00 — 10 369 (25,8%), по состоянию на 3:00 — 16 114 (40,1%), по состоянию на 5:00 — 19 532 (48,6%), и по состоянию на 7:00 — 23 292 (57,9%).

## Всего
| Номер участка          | 30     |
| Число избирателей      | 40 203 |
| Число голосов          | 23 292 |
| Активность избирателей | 57.94% |
| Число депутатов        | 1      |

## Результаты выборов
Распределение мандатов по политическим партиям
 Новый Азербайджан (100 %)
26 июня 2016 года состоялось заседание Центральной Избирательной Комиссии Азербайджанской Республики, посвященное окончательным результатам голосования на повторных выборах депутатов Милли Меджлиса Азербайджанской Республики по Агдашскому избирательному округу № 90, на котором были утверждены окончательные результаты выборов. По результатам выборов депутатом по Агдашскому избирательному округу № 90 был избран Джавид Османов, член партии «Новый Азербайджан».
Распределение голосов по политическим партиям
 Новый Азербайджан (85,56 %) Азербайджанская партия Умид (7,84 %) Беспартийный (6,60 %)

### Общее состояние
| Партия                              | Председатель                        | Собранные голоса | Процент голосов (%) | Число мандатов |
| ----------------------------------- | ----------------------------------- | ---------------- | ------------------- | -------------- |
| Азербайджанская Партия Умид         | Игбал Агазаде                       | 1 802            | 7.84                | 0              |
| Новый Азербайджан                   | Ильхам Алиев                        | 19 674           | 85.56               | 1              |
| Беспартийный                        | -                                   | 1 518            | 6.60                | 0              |
| Всего                               | Всего                               | 22 994           | 100.00              | 1              |
| Количество недействительных голосов | Количество недействительных голосов | 298              | —                   | —              |

### По округам
| Партия                              | Кандидат                            | Собранные голоса | Процент голосов (%) |
| ----------------------------------- | ----------------------------------- | ---------------- | ------------------- |
| Беспартийный                        | Анар Ибрагимли                      | 295              | 1.28                |
| Новый Азербайджан                   | Джавид Османов                      | 19 674           | 85.6                |
| Беспартийный                        | Эльмир Гезалов                      | 253              | 1.10                |
| Беспартийный                        | Али Хагвердиев                      | 341              | 1.48                |
| Азербайджанская партия Умид         | Игбал Агазаде                       | 1 802            | 7.84                |
| Беспартийный                        | Рашад Абдуллаев                     | 409              | 1.78                |
| Беспартийный                        | Рашид Гезалов                       | 220              | 0.96                |
| Количество действительных голосов   | Количество действительных голосов   | 22 994           | 100                 |
| Количество недействительных голосов | Количество недействительных голосов | 298              | -                   |